# Walter Frederick Morrison
Walter Fredrick „Fred“ Morrison (* 23. Januar 1920 in Richfield, Utah; † 9. Februar 2010 in Monroe, Utah) war ein US-amerikanischer Erfinder und Unternehmer, der für seine Erfindung des Frisbee bekannt wurde.
Morrison kam 1920 als Sohn von Walter Florian Morrison (1896–1966) und Vera Leona (geb. Christiansen) (1896–1987) zur Welt. Er behauptete, dass ihm ursprünglich die Idee für das fliegende Spielzeug 1937 kam, als er den Deckel einer Popcorndose mit seiner damaligen Freundin und späteren Frau Lu hin- und herwarf. Der Popcorndeckel war alsbald verbeult und das führte zur Entdeckung, dass ein Kuchenblech besser flog und auch gebräuchlicher war. Morrison und Lu entwickelten ein kleines Geschäft in Santa Monica, Kalifornien, mit dem Verkauf von „Flyin’ Cake Pans“.
Am 3. April 1939 heiratete Morrison in Los Angeles Lucile Eleanor Nay (1920–1987), genannt „Lu“, mit der er einen Sohn und zwei Töchter bekam. Nach der Scheidung im März 1969 heiratete das Paar am 3. April 1971 erneut. Lu starb 1987.
Während des Zweiten Weltkriegs lernte er einiges über Aeronautik, während er seine Republic P-47 Thunderbolt in Italien flog. Er wurde abgeschossen und war für 48 Tage Kriegsgefangener.
1946 entwickelte er eine Konstruktion (genannt Whirlo-Way) für die erste fliegende Disc der Welt. 1948 zahlte der Investor Warren Franscioni, um seine Konstruktion in Plastik zu gießen. Sie nannten es den Flyin-Saucer. 1954 kaufte Morrison mehr der originalen Saucer, um sie bei lokalen Messen zu verkaufen. Er fand heraus, dass er seine eigenen Discs günstiger herstellen konnte. 1955 konstruierten er und Lu den Pluto Platter, den Archetyp aller modernen fliegenden Discs. Am 23. Januar 1957 verkaufte er die Rechte des Pluto Platter an die Spielzeugfirma Wham-O. Anfangs vermarktete er das Spielzeug als „Pluto Platter“; 1958 fügte er den Namen Frisbee hinzu, eine veränderte Rechtschreibung des Namens der Frisbie Pie Company.
Es gibt einen Discgolf-Kurs in Holladay, der zu seinen Ehren nach ihm benannt ist.
Morrison starb in seinem Haus.

## Veröffentlichungen
- Flat Flip Flies Straight mit Phil Kennedy, Wormhole Publishers, 2006